# Visual Shock Vol. 3.5: Say Anything ~ Ballad Collection
Visual Shock Vol. 3.5 "Say Anything ~ X Ballad Collection è la quinta videocassetta della serie "Visual Shock" degli X Japan, pubblicata nel 1991 sotto la CBS/SONY e contiene tre videoclip. Nel 2001 venne ristampato in formato DVD.
Per la copertina è stata utilizzata la stessa immagine del singolo di Say Anything.

## Tracce
1. Say Anything - (YOSHIKI - YOSHIKI)
2. Voiceless Screaming - (TOSHI - TAIJI)
3. Endless Rain - (YOSHIKI - YOSHIKI)

## Formazione
- Toshi - voce
- TAIJI - basso
- PATA - chitarra
- Hide - chitarra
- Yoshiki - batteria & pianoforte